# Samantha Harris (modelo)
Samantha Harris (Tweed Heads, Nueva Gales del Sur, 20 de julio de 1990) es una modelo australiana.

## Carrera
A los 11 años ganó una competición de modelaje llamada "Girlfriend Covergirl". En 2006 se trasladó a Nueva York para realizar un estudio fotográfico con Patrick Demarchelier para la revista Glamour. Harris apareció en la portada de la edición australiana de 2010 de la revista Vogue y fue fotografiada por Simon Upton para Harper's Bazaar edición Singapur.
En enero de 2011, Harris fue nombrada como "embajadora de la moda" por la marca David Jones Limited. Junto con Miranda Kerr y Megan Gale, Harris fue parte de la campaña 2011/2011 de la marca. En 2015 Harris concursó en la temporada n.º 15 del programa Dancing with the Stars y se convirtió en la imagen de la marca australiana Priceline.